# Gaspar Correia
Gaspar Correia (1496 circa – Goa, 1563 circa) è stato un esploratore e scrittore portoghese, autore dell'opera Lendas da Índia ("Leggende dell'India") che gli ha valso l'epiteto di "Polibio Portoghese".

## Biografia
Nonostante la sua importanza come scrittore e narratore delle prime vicende che portarono alla creazione del dominio lusitano sul subcontinente indiano (v. India portoghese), poco si sa di preciso sulla vita di Gaspar Correia, i cui estremi cronologici sono ad oggi molto incerti (circa 1491-1496, circa 1561-1563). Durante il suo primo soggiorno in India, al seguito dell'hidalgo Alfonso de Albuquerque nel triennio 1512-1514, Correia doveva essere molto giovane. Fu in quell'occasione che Gaspar visitò le coste del Malabar, oggetto della spedizione di Albuquerque.

Rientrato in Portogallo, Correia era nuovamente in India nel 1529. Morì a Goa, centro del dominio indiano portoghese, nella seconda metà del XVI secolo, forse assassinato per ordine di Estêvão da Gama, figlio di Vasco da Gama.
Si ritiene che l'originale manoscritto delle Lendas da Índia ("Leggende dell'India") fosse già circolante, quanto meno in una ristretta cerchia di fidati conoscenti, intorno al 1556. Pare però che la prima versione del compendio, 3.500 pagine in tutto, raggiunse il Portogallo, ivi trasportato da Miguel da Gama, solo dopo la morte di Correia. La famiglia dell'autore mantenne il possesso dell'opera che restò inedita sino alla prima pubblicazione in due tomi: il primo nel 1858 ed il secondo nel 1864.
La critica letteraria ritiene oggi le Lendas da Índia un lavoro, forse, non troppo raffinato, riprova del curriculum da marinaio e soldato dell'autore, ma certamente fondamentale per lo studio del dominio lusitano sull'India. Primo descrittore accurato del colera asiatico, Correia ebbe a disposizione fonti di cui furono privi altri autori a lui contemporanei, parimenti fondamentali per la storia del colonialismo portoghese, quali Fernão Lopes de Castanheda e João de Barros, dalla penna più prolifica e scorrevole ma privi dell'esperienza diretta sul campo.